# Pavel Pavlík
Pavel Pavlík (* 18. září 1947 Liberec) je bývalý regionální politik ODS, v letech 2000 až 2004 hejtman Libereckého kraje.
Po absolvování gymnázia pokračoval Pavel Pavlík ve studiu Přírodovědecké fakulty Univerzity Karlovy, kde také složil rigorózní zkoušku. Jako začínající chemik pracoval ve Výzkumném ústavu anorganické chemie v Ústí nad Labem, později v Ústředních laboratořích uranového průmyslu ve Stráži pod Ralskem. Potom přišel vynucený odchod a dělnická profese. Posléze pracoval jako projektant čistíren odpadních vod a vedoucí laboratoře. V roce 1990 vyhrál výběrové řízení a stal se vedoucím odboru tehdejšího Okresního národního výboru (ONV) v Liberci, později vedoucí referátu životního prostředí Okresního úřadu v Liberci. Po pěti letech odešel na Magistrát města Liberce do funkce tajemníka úřadu. V letech 1997 až 2000 pracoval jako přednosta Okresního úřadu v Liberci.
V krajských volbách v roce 2000 vedl Pavel Pavlík kandidátku ODS v Libereckém kraji, která nakonec získala nejvíce hlasů. V prosinci 2000 byl proto Pavel Pavlík zvolen prvním hejtmanem Libereckého kraje (funkci zastával do prosince 2004). V dalších krajských volbách v roce 2004 se rozhodl už nekandidovat.